# بين ستيل
بين ستيل (بالإنجليزية: Ben Steele)‏ هو لاعب كرة قدم أمريكية أمريكي، ولد في 27 مايو 1978 في دنفر في الولايات المتحدة.

## وصلات خارجية
- بين ستيل على موقع مرجع كرة القدم المحترفة.كوم (الإنجليزية)